# Курорт «Озеро Медвежье»
Курорт «Озеро Медвежье» — посёлок в Петуховском районе Курганской области. Административный центр Курортного сельсовета.

## История
До 1917 года входил в состав Утчанской волости Ишимского уезда Тобольской губернии. По данным на 1926 год курорт Медвежье Озеро состоял из 1 хозяйства. В административном отношении входил в состав Новоильинского сельсовета Петуховского района Ишимского округа Уральской области.

## Население
| 1989 | 2002 | 2010 |
| ---- | ---- | ---- |
| 1174 | ↘825 | ↘780 |

По данным переписи 1926 года на курорте проживало 5 человек (2 мужчин и 3 женщины), в том числе: русские составляли 100 % населения.